# Lijst van Stolpersteine in Flevoland

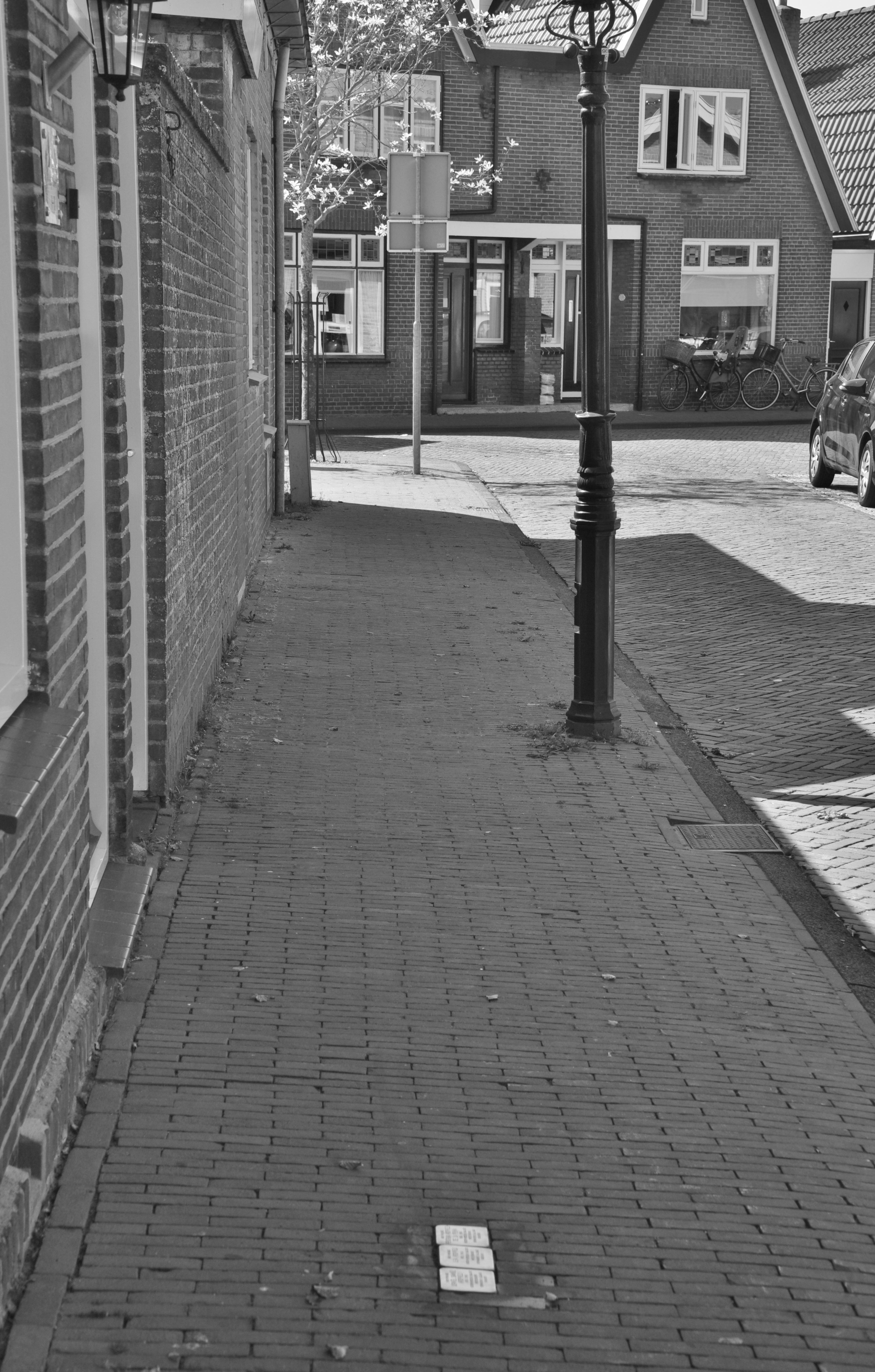
Stolpersteine voor familie Kropveld in Urk

De lijst van Stolpersteine in Flevoland geeft een overzicht van de Stolpersteine in de Nederlandse provincie Flevoland die zijn geplaatst in het kader van het Stolpersteine-project van de Duitse beeldhouwer-kunstenaar Gunter Demnig.
In Flevoland liggen drie Stolpersteine in de gemeente Urk. Hiermee gedenkt Urk het Joodse gezin Kropveld dat door de nazi’s is vervolgd en vermoord op grond van hun vermeende ras. Het is het enige Joodse gezin uit Flevoland dat in vernietigingskamp Sobibór is vermoord.

## Stolpersteine in Urk
| Afbeelding | Inscriptie | Adres     | Herdachte persoon                         |
| ---------- | --- | --------- | ----------------------------------------- |
|            | HIER WOONDE HENDRIKA KROPVELD- DE LA PENHA GEB. 1895 GEDEPORTEERD 1943 UIT WESTERBORK VERMOORD 9.4.1943 SOBIBOR | Wijk 8 30 | Hendrika Kropveld-de la Penha (1895-1943) |
|            | HIER WOONDE ISRAËL SAMUËL KROPVELD GEB. 1892 GEDEPORTEERD 1943 UIT WESTERBORK VERMOORD 9.4.1943 SOBIBOR         | Wijk 8 30 | Israël Samuël Kropveld (1892-1943)        |
|            | HIER WOONDE LEA KROPVELD GEB. 1924 GEDEPORTEERD 1943 UIT WESTERBORK VERMOORD 9.4.1943 SOBIBOR                   | Wijk 8 30 | Lea Kropveld (1924-1943)                  |

## Datum van plaatsing
- 7 april 2010